# Vikings - L'invasione dei Franchi
Vikings - L'invasione dei Franchi (Redbad) è un film del 2018 diretto da Roel Reiné
Film drammatico olandese basato sulla vita di Redbaldo, re dei frisoni. Fu inteso come midquel di una trilogia riguardanti eroi olandesi, come Michiel de Ruyter sull'omonimo ammiraglio e il film sulla vita di Guglielmo I d'Orange.

## Trama
La vicenda ha inizio a Dorestad, in Frisia, alla fine del VII secolo. Redbaldo, figlio di Adelgiselo, re dei Frisoni, vive in un contesto pagano devoto al culto germanico nel quale si praticano ancora i sacrifici umani. Quando deve essere sacrificata agli dei la sua innamorata Fenne, Redbaldo si oppone. Appena prima che venga bruciata sul rogo sacrificale, la città subisce un attacco dalle truppe dei Franchi, comandate da Pipino di Herstal e dal figlio Carlo Martello, giunti in Frisia per cristianizzare la zona con la forza e sottomettere la popolazione. Il padre di Redbaldo viene ucciso, ma Fenne viene salvata da Redbaldo, al quale dovrebbe passare il comando delle truppe frisoni. Tuttavia, lo zio riesce a convincere l'assemblea che la sventura è da attribuire al valoroso Redbaldo che quindi è bandito, legato ad una precaria zattera ed abbandonato ai flutti ed ai venti del Mare del Nord.
Stremato ed in fin di vita, Redbaldo viene recuperato fortunosamente sulle coste della Danimarca da una donna, Frea, la figlia di Wihtlaeg, re dei Dani e degli Angli. Questi lo accolgono come lavorante e gli danno modo di inserirsi tra la loro gente, seppur come servo. Quando il villaggio è attaccato dalla flotta vichinga di un altro popolo nordico (Svevi nel doppiaggio in lingua italiana, in realtà Sueoni), Redbaldo dà prova del suo valore in battaglia e quindi viene accettato come un pari tra i Dani, tanto che Frea lo sceglie come marito e da lui avrà un figlio.
Intanto i Frisoni cedono come bottino Sinde, la nobile sorella di Redbaldo, a Pipino e Carlo Martello allo scopo di dare una tregua alle vessazioni del vescovo Villibrordo, che spalleggiato dai reali franchi aveva iniziato a convertire e battezzare tutti con la forza, la violenza e l'omicidio. A questo punto il tormentato Redbaldo decide di tornare in Frisia per sollevare la sua gente contro i Franchi, contro il Cristianesimo e possibilmente salvare la sorella.
Il redivivo Redbaldo arriva a Dorestad accompagnato dalla moglie Frea e dal figlio neonato. La sua gente lo accoglie con stupore e piacere, mentre l’élite guidata dallo zio resta scettica e contrariata. Redbaldo chiarisce che si metterà al servizio del suo popolo e investe come capo il cugino, al quale dà la sua benedizione.
Alla testa dei Frisoni, Redbaldo esce vittorioso da molti scontri con i Franchi, aumentando la stima nei suoi confronti da parte del popolo ma contrariando sempre più lo zio.
Nel frattempo la sorella viene cristianizzata e brutalizzata dai reali franchi in un castello. All'interno di esso le rivalità tra i regnanti sfociano ben presto nell’uccisione di Pipino da parte del figlio Carlo Martello, per mezzo dell'avvelenamento. Carlo, per assicurarsi una reggenza senza rivalità, getta dalla torre del castello il fratellastro di sei anni ed usa Sinde per i propri piaceri.
Durante l’inasprimento degli scontri, lo zio di Redbaldo patteggia con Carlo Martello la consegna del nipote ai Franchi in cambio della sovranità sul territorio frisone ed il ritiro delle truppe e del vescovo. Redbaldo, intervenuto per salvaguardare l’albero della vita che stava per essere abbattuto dal vescovo, viene preso allo scoperto senza poter contare sull’aiuto del suo villaggio, che anzi lo consegna a Carlo, il quale lo cattura ed imprigiona assieme a Fenna - la sua precedente amata e unica persona che lo abbia difeso in quella situazione -, Freia ed il figlio in fasce.
Carlo decide di risparmiare loro la vita ed usare l’indomabile Redbaldo come esempio per umiliare il suo popolo, costringendolo pubblicamente a cristianizzarsi ed obbedire, sotto il ricatto dell’uccisione delle donne e del figli tenuti in ostaggio. Sembra la fine, ma con un rigurgito di orgoglio Redbaldo si oppone al ricatto e all’obbedienza scatenandosi e scatenando il suo popolo in una rivolta nella quale perde la vita il cugino che gli lascia così il comando della Frisia.
Con l'aiuto delle flotte dane giunte via mare e il favore di un'eclissi lunare, Redbaldo organizza un'offensiva notturna. Lo scontro è vittorioso ma vi perde la vita Fenna, immolatasi per salvare il figlio neonato di Frea, sua rivale in amore.
La storia giunge al termine: Redbaldo recupera moglie e figlio, è l'eroe di Frisia e Danimarca, salva il suo popolo, ne diventa il condottiero, sconfigge Carlo Martello, che si ritira dalla zona con le sue truppe, il vescovo e i missionari (tra i quali Bonifacio).
Nei titoli finali viene affermato che Redbaldo continuerà a combattere contro i Franchi e la cristianità e sarà ricordato come eroe dei Paesi Bassi; Carlo Martello si vendicherá in seguito. Il vescovo Villibrordo e Bonifacio saranno venerati come santi nei secoli a venire.

## Produzione
Nell'agosto 2017, Gijs Naber fu annunciato nel cast del film insieme a Huub Stapel. In seguito furono confermati Derek de Lint, Egbert-Jan Weber, Loes Haverkort, Lisa Smit, Martijn Fischer, Tuin Keulboer, Aus Greidanus sr., Jack Wouterse, Renée Soutendijk e Birgit Schuurman e ad ottobre dello stesso anno anche Jonathan Banks

### Riprese
Le riprese del film si svolsero al Eindhoven Museum (Eindhoven), De Alde Feanen National Park, Ameland, Moddergat, nel mare dei Wadden, Danimarca, Wallsbüll e al Castello Bouillon in Belgio per 42 giorni e più di 10.000 di extra e finirono il 19 novembre 2017. L'audio è stato fornito da Dolby Atmos.
A febbraio la Epic Pictures Group comprò i diritti di distribuzione del film per l'America del Nord. Il film è stato proiettato il 31 marzo e il 1º aprile al Dutch Comic Con a Jaarbeurs, Utrecht

## Accoglienza

### Incassi
La première del film ebbe luogo il 23 giugno 2018, a Wilhelminasquare a Leeuwarden, durante l'European Capital of Culture e il 28 giugno uscì nei cinema. Durante la prima settimana il film guadagnò € 332,785 a fronte degli 8 milioni di euro di budget. I produttori del film affermarono che ciò era dovuto al gran caldo e al Campionato mondiale di calcio 2018 che hanno allontanato le persone dai cinema. Il film fu distribuito in 4DX in due cinema Pathé ad Amsterdam e Rotterdam, sette settimane dopo su Pathé Thuis e in una miniserie di quattro puntate.

### Critica
Il film ricevette recensioni negative dai giornali olandesi. L'Algemeen Dagblad scrisse che "le scene di combattimento, le introduzioni dei personaggi e il dialogo esplicativo rallentano il film". Il De Volkskrant diede al film due stelle, lodando le scene di combattimento ma trovando la sceneggiatura pesante e priva di logica e di tensione. L'NRC Handelsblad scrisse che il film è appesantito dalla sceneggiatura e un'eccessiva dipendenza dal dramma. Trouw elogiò l'interpretazione di Gijs Naber, ma considerò i dialoghi troppo moderni. De Telegraaf elogiò l'interpretazione di Jonathan Banks e l'ambizione del film, ma considerò il film troppo lento ed eccessivamente dipendente da primi piani e scene in slow-motion e notò che Jack Wouterse stava recitando in un film completamente diverso. Het Parool elogiò la regia di Roel Reiné

## Riconoscimenti
- Ostend Film Festival[24]
- Nomination Academy Award for Best Foreign Language Film|Best Foreign Language Film[25]

## Inesattezze storiche
In un articolo di Asing Walthaus del Leeuwarder Courant, lo storico Han Nijdam notò diverse inesattezze storiche, ad esempio che il castello nel film e i cavalieri con armature di cotta di maglia sono del tardo medioevo e non del primo medioevo come si evidenzia nel film, i frisoni ritratti come barbari in pelliccia che vivono in capanne, anche se è provato che vivevano in case di legno con arazzi intessuti alle pareti.
Il titolo in lingua italiana è un tentativo puramente commerciale di sfruttare il successo della serie televisiva Vikings: non vi è infatti alcun collegamento tra i personaggi delle due produzioni.
Inoltre Pipino di Herstal non era Re dei Franchi ma bensì Maggiordomo di palazzo dell'Austrasia, di fatto capo dell'esercito e della politica di governo in generale, tuttavia la sua posizione non era ereditaria (come mostrato nel film).
Infine Carlo Martello non uccise suo padre.

## Casi mediatici
Nel novembre 2018, i produttori del film intentarono una causa a YouTube per 200.000 euro, a causa di copie illegali presenti sul sito web.